# Ober-Mörler Fassenacht
Die Ober-Mörler Fassenacht ist eine überregional bekannte in Ober-Mörlen gefeierte „Fassenacht“. Sie wird durch die beiden Karnevalsvereine 1. Ober-Mörler Karnevals Gesellschaft Mörlau e. V. (KG) von 1948 und Mörlauer Carneval Club e. V. (MCC) von 1956 mit jeweils rund 550 (KG) bzw. rund 800 (MCC) Mitgliedern gepflegt.

## Geschichte
Begründet liegt dieser Brauch in der „Lustigen Schlittenfahrt“, die durch ein im Rittersaal des als Rathaus dienenden Ober-Mörler Renaissanceschlosses befindliches Gemälde aus dem Jahre 1753 verbürgt ist. Auf diesem sind maskierte und kostümierte Narren dargestellt, die in geschmückten Pferdeschlitten durch die verschneite Landschaft fahren. Das „Klein Mainz im Usatal“ hat diesen Brauch über die Jahre gepflegt und rund 20 % der Ober-Mörler Bürger sind in einem der Karnevalsvereine organisiert.
Seit der Gründung der KG ist auch der Mohr – entliehen aus dem alten Gerichtssiegel – eine Symbolfigur der 1. KG Mörlau. Er wurde 1959 zum ersten Mal im Fastnachtszug dargestellt. Im Jahr 2010 tauchten erstmals in der Ober-Mörler Fassenacht zwei Mohren auf: Der Mohr der KG sowie der Mohr von Mörlau. Jeder der beiden Karnevalsvereine hat seine eigenen Saalveranstaltungen: Gala- bzw. Kostümsitzungen, Kindersitzungen, Weibersitzung (KG), Männersitzung (KG), Ball der tausend Masken (MCC). Eröffnet wird der Straßenkarneval am Fastnachtssamstag mit dem Stürmen des Rathauses (MCC). Beendet wird der Karneval durch die Ansprache des Präsidenten der KG an der von dem Künstler Klaus F. Roth entworfenen Fastnachtsplastik „Das Narrenschiff“ an der Ecke Usinger-/Frankfurter Straße sowie der Versenkung der Fastnacht durch den MCC an der Usabrücke. Am Aschermittwoch gibt das Prinzenpaar den am Fastnachtssonntag an die Narren übergebenen Gemeindeschlüssels an den Bürgermeister zurück.

## Ablauf
Am Fastnachtssonntag findet der von der KG als Veranstalter organisierte, seit Jahren auf 111 Zugnummern beschränkte Fastnachtszug durch das geschmückte Dorf statt. Die Tradition des Straßenkarnevals ist bedeutend älter als die Karnevalsvereine und wurde bis vor dem Zweiten Weltkrieg ohne Organisation gefeiert. Neben den beiden Karnevalsvereinen nehmen viele der Ober-Mörler Ortsvereine sowie eine große Anzahl an befreundeten Karnevalsvereinen am Zug teil. Dieser ist an diesem Tage der größte Zug der Wetterau und einer der größten Fastnachtszüge Hessens. So strömen in jedem Jahr zwischen 20.000 und 35.000 Besucher in den Ort, um die Tanzgarden, die Motiv- und Komiteewagen sowie die Spielmanns- und Fanfarenzüge zu erleben. Im Jahr 2007 wurde der Rekord mit rund 50.000 Besuchern erreicht. Besondere Gruppen des Straßenkarnevals sind:
- Die Dippeklopper, eine weibliche Trommelgruppe, die ab dem Donnerstag bis zum Veilchendienstag das närrische Treiben bereichert, entstanden 2006/07.
- Die Wintersteingeister, im Stil der alemannischen Fassenacht geschnitzte Holzmasken des Schnitzers Albert Recht, entstanden 2004.
- Die Hexen mit Ratschen, Besen und Scheren (bis zu 2,5 m langen „Erschreckwerkzeugen“) entstanden 1986.
- Die Lappefresser (Umgangsname der Ober-Mörler; in mit verschiedenfarbigen Lappen benähten Anzügen), entstanden 1973.
- Die Dominos in verschiedenen Farben (Gesichtsmasken und langen, einfarbigen Kapuzenmänteln), Entstehung unbekannt.

Der Schlachtruf der Ober-Mörler Karnevalisten ist das „Mörlau“ das eine Abwandlung des Mainzer Helau darstellt und so die Symbiose zum umgangssprachlichen Namen des Ortes – Mörle – darstellt.
Jedoch gibt es zwischen den beiden Karnevals-Vereinen bezüglich des verdreifachten Schlachtrufes einen Unterschied: Während die 1. KG Mörlau mit „Mörlau, Mörlau, Mörlau!“ grüßt, lässt der MCC ein „Mirle-Mörlau, Mirle-Mörlau, Mirle-Mörlau!“ erschallen. Der Begriff „Mörlau“ wurde 2010 von der KG beim Deutschen Patent- und Markenamt als Warenzeichen eingetragen.

## Die Mörlauer Fastnachtsfarben
Die Ober-Mörler Fastnacht besitzt eine eigene Flagge. Sie basiert im Grunde auf der Fahne der Mainzer Fastnacht. Dort ist diese ursprünglich als politische Karikatur entstanden. In Mainz, das des Öfteren französisch besetzt war, wurden die Fastnachtsfarben aus der französischen Tricolore abgeleitet. Um das Verspotten der Besatzungsmacht zu verschleiern, wurden die französischen Farben wie folgt gedreht: Rot-Weiß-Blau (Tricolore: Blau-Weiß-Rot) und das Goldgelb der katholischen Kirchenfahne hinzugefügt. Katholiken stellten zur Entstehungszeit die Mehrheit der Bevölkerung. Auf dem Weg durch die katholisch geprägten Gemeinden zum ebenfalls überwiegend katholischen Ober-Mörlen dieser Zeit kam das Blau des Öfteren abhanden und wurde durch die Farbe Grün ersetzt; offenbar, um das Winterende zu symbolisieren. In Ober-Mörlen fügte man der Mainzer Fahne jedoch die Farbe Grün hinzu. Somit besteht die Fahne beider Ober-Mörler Kooperationen nun traditionell aus fünf Farben. Diese symbolisieren die fünf Jahreszeiten.

## Die Mörlauer Prinzenpaare
1948 herrschte zunächst ein Prinz Karneval, ab 1948 ein Prinzenpaar. Die Inthronisation findet in jedem Jahr an der Eröffnungsveranstaltung zum 11. November statt. Traditionell wird vom scheidenden Prinzen hierbei symbolisch die Prinzenkappe und das 1952/53 geschaffene Zepter weitergegeben. Die scheidende Prinzessin krönt zusammen mit der scheidenden und der neuen Hofdame die neue Prinzessin mit der gleichfalls 1952/53 geschaffenen silbernen Krone. Begleitet wird das Herrscherpaar von Hofdame und Hofmarschall. In den Kampagnen 2003/04 bis 2008/09 begleitete der Mohr von Mörlau das Ober-Mörler Prinzenpaar zu allen Auftritten. Brüche in der Historie der Prinzenpaare waren die Kampagnen 2007/08 mit nur einer Prinzessin sowie 2010/11 mit drei Prinzen.

## Die Lappefresser
Dies ist eine umgangssprachliche Bezeichnung der Einwohner der Gemeinde Ober-Mörlen. Die Herkunft rührt aus einer Zeit, in der die Ränder der Gemeinden im oberhessischen Raum Lappen genannt wurden. Durch das Versetzen der Grenzsteine „fraßen“ die Einwohner der Gemeinde Ober-Mörlen die Lappen, in der Hauptsache die der Gemeinde Nieder-Mörlen, worauf diese oft zu dem zuständigen Gericht im damaligen Nauheim (heute Bad Nauheim) laufen mussten und sich auf diesem Weg „blaue Füße“ holten, was ihnen den Namen Bloo Fois einbrachte.
Der in Ober-Mörlen beheimatete Grafiker Klaus F. Roth nahm sich in den 1970er Jahren dieser Lokalhistorie an und schuf die Ober-Mörler Fassenachtsgruppe die Lappefresser. Diese Gruppe begeistert nach wie vor durch ihre vielfarbigen, mit Filzlappen benähten Kostüme und Hüte das närrische Publikum.